# 岐阜県道362号坂祝停車場線
岐阜県道362号坂祝停車場線（ぎふけんどう362ごう さかほぎていしゃじょうせん）は、かつて岐阜県加茂郡坂祝町内を通っていた一般県道である。2018年（平成30年）4月1日に廃止された。

## 概要

### 路線データ
- 起点：坂祝停車場（岐阜県加茂郡坂祝町）
- 終点：一般国道21号交点（岐阜県加茂郡坂祝町取組）

## 沿革
- 1977年（昭和52年）2月27日 ： 認定[2]
- 2018年（平成30年）4月1日：廃止[1]

## 地理

### 通過していた自治体
- 岐阜県
  - 加茂郡
    - 坂祝町

### 接続していた道路
- 岐阜県道207号各務原美濃加茂線[注 1]（取組交差点）

### 周辺
- JR高山本線 坂祝駅
- 坂祝郵便局

2024年（令和6年）9月、JR東海、日本郵便東海支社、坂祝町の三者は、坂祝郵便局と坂祝駅を一体化した建物に建て替えることで合意したことを発表した。2026年3月に開業する予定で、建物は日本郵便が整備し所有することになっている。